# Julio Llorente
Julio Llorente Gento (Valladolid; 14 de junio de 1966) es un exfutbolista español que jugaba como defensa. Integrante histórico de la época dorada del Club Deportivo Tenerife de los años 1990 que llegó a disputar la Copa de la UEFA en dos temporadas, y del que es su undécimo jugador con mayor número de partidos disputados.
Pertenece a la saga familiar de deportistas «Llorente-Gento», como sobrino de Paco Gento —y de los también futbolistas Antonio Gento y Julio Gento— y hermano del también futbolista Paco y de los baloncestistas José Luis y Toñín. Su sobrino Marcos Llorente, futbolista, pertenece a la siguiente generación, y todos ellos ligados al Real Madrid Club de Fútbol.

## Trayectoria
Se formó en los filiales del Real Madrid, de 1984 a 1987 milita en el Castilla, con el que llega a ganar una liga de segunda división, caso inédito de un filial. En la temporada de 1987 es cedido al Real Mallorca en la primera división, donde su buen hacer como defensa, su calidad y su versatilidad que le permite jugar tanto como central como lateral le hacen que sea repescado por el Real Madrid. Juega dos temporadas en el equipo Blanco donde colabora en la consecución de las dos últimas ligas de la Quinta del Buitre. Sin embargo, y aunque juega muchos partidos, la presencia de buenos jugadores como Chendo, Solana, Esteban Gutiérrez, y Rafael Gordillo que con Benjamin Toshack deja su puesto en el centro del campo para volver a su lateral izquierdo original, le cierran el paso a la titularidad.
En 1990 ficha por el C.D. Tenerife, allí va a colaborar en el mejor Tenerife de la historia, ocupando puesto incluso en el medio campo, participa en las derrotas que le costarían al Real Madrid dos ligas en la última jornada de liga y en las dos clasificaciones del club canario para la UEFA. En 1999, tras nueve años en el Tenerife fichó por la Unión Deportiva Salamanca, en Segunda división, donde jugó el último año de su carrera. El 19 de septiembre disputó en Úbeda un partido amistoso de la Asociación Tréboles en un partido benéfico de leyendas de la liga y veteranos del Úbeda donde jugaron también jugadores como Julen Guerrero o Rafael Gordillo.

## Estadísticas

### Clubes
Datos actualizados a fin de carrera deportiva.
| Club                    | Temporada     | Div.          | Liga  | Liga  | Copas | Copas | Internacional | Internacional | Total | Total | Media goleadora |
| Club                    | Temporada     | Div.          | Part. | Goles | Part. | Goles | Part.         | Goles         | Part. | Goles | Media goleadora |
| ----------------------- | ------------- | ------------- | ----- | ----- | ----- | ----- | ------------- | ------------- | ----- | ----- | --------------- |
| Real Madrid Aficionados | 1984-85       | 3.ª           | 31    | 6     | —     | —     | Inaccesibles  | Inaccesibles  | 31    | 6     | 0.19            |
| Castilla C. F.          | 1985-86       | 2.ª           | 22    | 1     | 9     | 2     | —             | —             | 31    | 3     | 0.10            |
| Castilla C. F.          | 1986-87       | 2.ª           | 31    | 1     | —     | —     | —             | —             | 31    | 1     | 0.03            |
| Total club              | Total club    | Total club    | 53    | 2     | 9     | 2     | 0             | 0             | 62    | 4     | 0.06            |
| R. C. D. Mallorca       | 1987-88       | 1.ª           | 26    | 1     | —     | —     | —             | —             | 26    | 1     | 0.04            |
| Real Madrid C. F.       | 1988-89       | 1.ª           | 12    | 2     | 1     | —     | 3             | —             | 16    | 2     | 0.13            |
| Real Madrid C. F.       | 1989-90       | 1.ª           | 10    | —     | 4     | —     | 3             | 1             | 17    | 1     | 0.06            |
| Total club              | Total club    | Total club    | 22    | 2     | 5     | 0     | 6             | 1             | 33    | 3     | 0.09            |
| C. D. Tenerife          | 1990-91       | 1.ª           | 25    | —     | 3     | —     | —             | —             | 28    | 0     | 0               |
| C. D. Tenerife          | 1991-92       | 1.ª           | 31    | 1     | 6     | —     | —             | —             | 37    | 1     | 0.03            |
| C. D. Tenerife          | 1992-93       | 1.ª           | 8     | —     | 3     | —     | —             | —             | 11    | 0     | 0               |
| C. D. Tenerife          | 1993-94       | 1.ª           | 17    | 1     | 3     | —     | 3             | 1             | 23    | 2     | 0.09            |
| C. D. Tenerife          | 1994-95       | 1.ª           | 36    | 5     | 2     | —     | —             | —             | 38    | 5     | 0.13            |
| C. D. Tenerife          | 1995-96       | 1.ª           | 39    | 4     | 5     | —     | —             | —             | 44    | 4     | 0.09            |
| C. D. Tenerife          | 1996-97       | 1.ª           | 30    | 3     | 1     | —     | 5             | —             | 36    | 3     | 0.08            |
| C. D. Tenerife          | 1997-98       | 1.ª           | 27    | 2     | 1     | —     | —             | —             | 28    | 2     | 0.07            |
| C. D. Tenerife          | 1998-99       | 1.ª           | 21    | 1     | 2     | —     | —             | —             | 23    | 1     | 0.04            |
| Total club              | Total club    | Total club    | 234   | 17    | 26    | 0     | 8             | 1             | 268   | 18    | 0.07            |
| U. D. Salamanca         | 1999-2000     | 2.ª           | 35    | 1     | —     | —     | —             | —             | 35    | 1     | 0.03            |
| Total carrera           | Total carrera | Total carrera | 401   | 29    | 40    | 2     | 14            | 2             | 455   | 33    | 0.07            |
| 1. 2. 3. 4.             |               |               |       |       |       |       |               |               |       |       |                 |

## Palmarés
| Título             | Club              | Año  |
| ------------------ | ----------------- | ---- |
| Supercopa          | Real Madrid C. F. | 1988 |
| Campeonato de Liga | Real Madrid C. F. | 1989 |
| Copa               | Real Madrid C. F. | 1989 |
| Supercopa          | Real Madrid C. F. | 1989 |
| Campeonato de Liga | Real Madrid C. F. | 1990 |